# フードコート

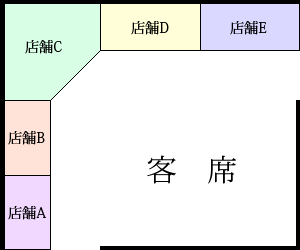
フードコートの見取り図例

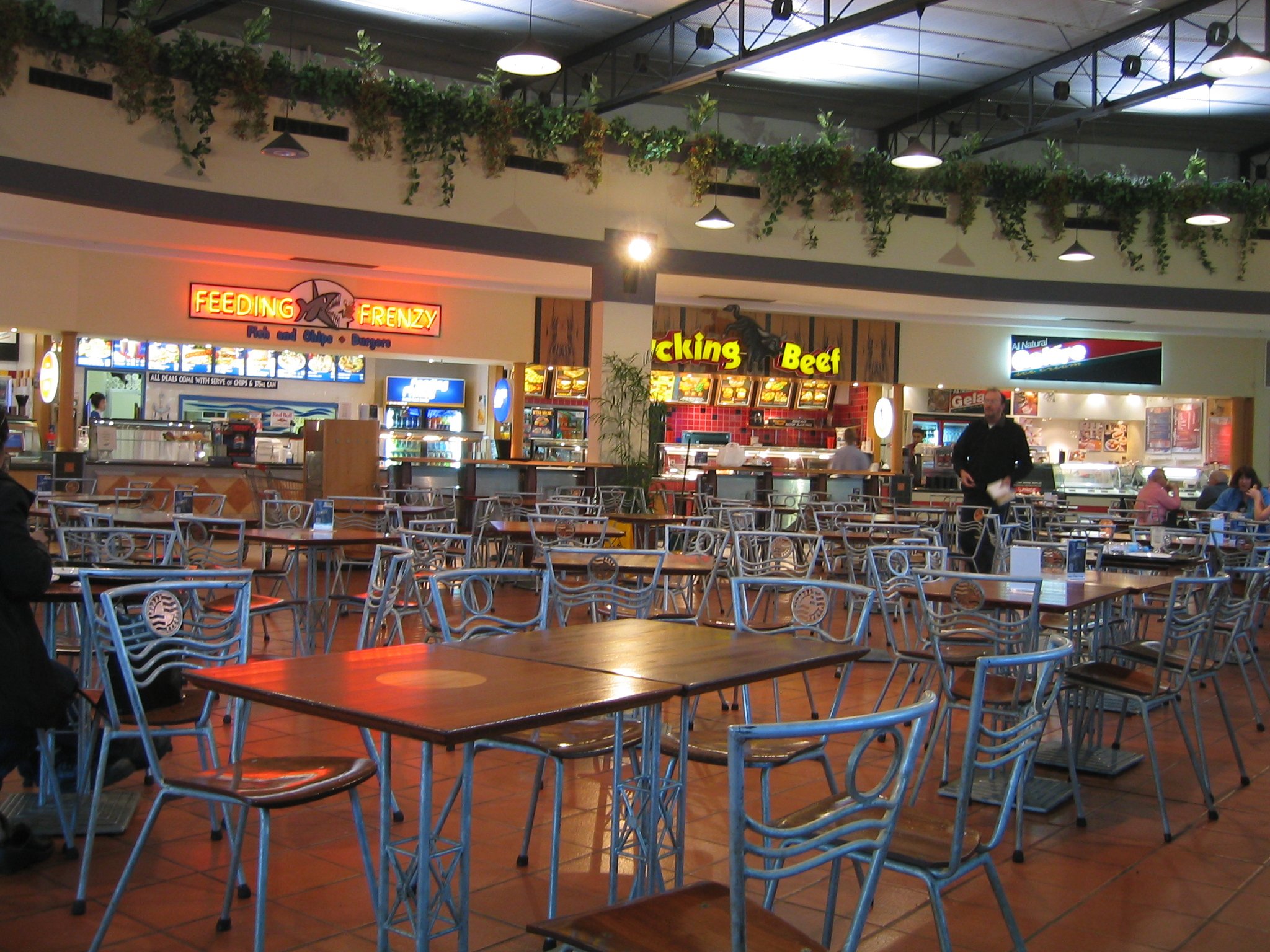
ショッピングセンターのフードコート（オーストラリア）

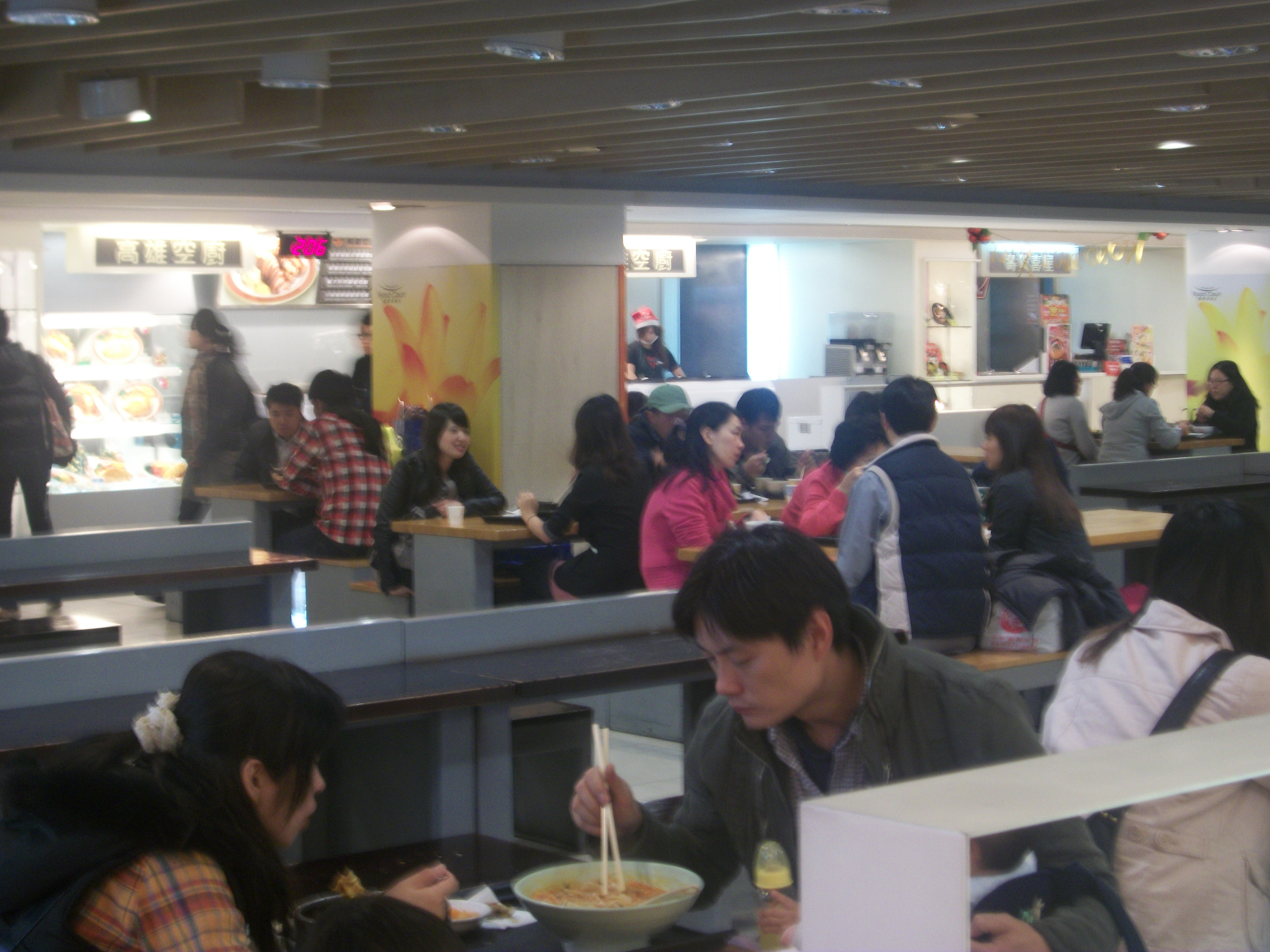
台中中友百貨店フードコート（台湾）

フードコート（Food Court）は、隣接する多様な飲食店のブース及びセルフサービス形式の食事のための屋台共有スペースを提供する屋内型広場である。フードコートは1980年代にアメリカ合衆国内で、ショッピングモール及び空港内に普及した。英語で「コート」とは柵で囲んだ四角い庭を指す。

## 概要
100席規模の広い座席スペースの周りをレジと調理設備を備えた小さな店舗が囲んでいる。客はまず食べたいメニューを選んで各店舗で注文と支払いを済ませる。この時店員から番号札や呼出ベルを渡され、料理が出来上がると再び店舗まで取りに行き、食事が終わればまた食器を返しに戻る。
加えて、飲料水のサーバーや下げ膳のスペースが共通化されていることが多い。フードコートによっては各店舗の食器をまとめて洗浄するブースを設けてあり、洗浄後は各店舗に引き渡される。

### この形式のメリット
- メニュー毎に店舗を分け、客席を共通にすることで、各店舗を省スペース化できる。
- グループ客でも違う店の料理が選択できる。
- 客席部分が広い事もあり、子供達が騒いでも気にならない等の理由から、子供連れの利用も多い。

### この形式のデメリット
- 改修の際、フードコート提供店と参加店の足並みが揃わないと着手ができない。
- 広い範囲の料理店に対応出来るよう無難なデザインで設計されているため、飽きられやすく、各店舗独自部分のデザインと合致しないケースが起こり得る、というような問題点もある。
- まったく食事をせず、読書や勉強などでテーブルを長時間使う人もいる。それにより、食事ができないといったモラル上の問題もある。

## 各国のフードコート

### 日本
日本では、ショッピングセンターなどに多く設置されている。イトーヨーカドーにはポッポ、ダイエーグループにはドムドム（オレンジフードコート）などオリジナルブランド店舗もある。阪神百貨店では「フードテリア」と言った。
また、屋内型の屋台村、あるいは、ラーメンやカレーなどのフードテーマパークの一部や高速道路のサービスエリア・パーキングエリアの飲食店舗でフードコート形式が見られる。
フードコート内に外部から食品を持ち込み飲食することは禁止されていることが多いが、管理者側の対応は様々である。

### タイ
タイでは、BigCやロータス等のスーパーマーケット、セントラル百貨店（Central Department Store）などのデパート、その他多くの商業施設の中に設置されている。
特徴として、「クーポン・レストラン」とも呼ばれるように、あらかじめカウンターでクーポン（金券）を購入する必要があり、各お店ではこのクーポンで支払う。余ったクーポンの払い戻しも可能。最近では紙のクーポンではなく、ICカード式のクーポンを使用しているフードコートもある。

### シンガポール・マレーシア
シンガポールやマレーシアには、コピティアムやホーカーセンター（屋台街）という形式の店舗街があり、これがフードコートと同様の機能を有している。